# Sziget 2009 – 20 éves jubileumi koncert
A Sziget 2009 – 20 éves jubileumi koncert a Tankcsapda huszadik jubileumi koncertjét tartalmazó zenei DVD, amit a Sziget Fesztiválon rögzítettek 2009. augusztus 10-én, Budapesten. Ez a dupla DVD az első olyan képanyag a Tankcsapda történetében, ami egy teljes koncertet, azaz a Szigeten elhangzott összes dalt tartalmazza.

## Dalok

### Disc 1.
1. Rock a nevem
2. Az ember tervez
3. Nem kell semmi
4. Gyűrd össze a lepedőt
5. Csőretöltve
6. Jönnek a férgek
7. Mindig péntek
8. Szextárgy
9. Köszönet doktor
10. California über alles
11. Ez az a ház
12. Baj van
13. Föld és ég
14. Törölköző teniszütőkkel
15. Rio

### Disc 2.
1. Egyszerű dal
2. Örökké tart
3. Félre a tréfát
4. Fiúk ölébe lányok
5. A rock and roll rugója
6. Adjon az ég
7. Voltam már bajban
8. Nem hagylak el
9. Nem ismerek rád
10. Azt mondom állj
11. Be vagyok rúgva
12. Itt vannak a tankok
13. Fordulj – Mitől legyen – fel
14. A legjobb méreg
15. Mennyország tourist
16. Johnny a mocsokban

## A zenekar
- Lukács László – basszusgitár(kivéve Disc 2 01-02),  ének, akusztikus gitár (Disc 01-02)
- Molnár "Cseresznye" Levente – gitár, vokál
- Fejes Tamás – dobok
- Közreműködik Kun Zoltán – basszusgitár (Disc 2 01-02)